# Costitx
Costitx és una vila i municipi del Pla de Mallorca situat al centre de l'illa, al nord-oest de la capital. Forma part de la comarca del Pla. Limita amb els municipis de Sencelles, Inca, Sineu i Lloret.
El nucli de població conté dues àrees amb denominació pròpia: la Portellada i el Rafalet.

## Etimologia
El mot "costitx" etimològicament prové del llatí, procedint del mot COSTES, que significaria coster o pujol, és a dir "petit puig", ja que la vila està situada damunt un petit promontori.

## Població
| Entitat de població | Habitants (2024) |
| Costitx             | 1.542            |
| Font: INE           |                  |

L'evolució demogràfica de Costitx durant el segle xx va seguir una tendència de disminució gradual, amb una pèrdua aguda de població a la dècada de 1960. Començà a recuperar-se a la dècada de 1990, mantenint-se el creixement durant el segle xxi.
Els llinatges més comuns són Munar, Ramis, Vallespir, Fiol i Llabrés.

## Història

### Prehistòria i Antiguitat
El municipi de Costitx es distingeix per la presència de nombrosos jaciments arqueològics, sent un dels pobles de Mallorca amb més restes per quilòmetre quadrat. Entre aquests jaciments destaca el santuari d'època talaiòtica de Son Corró, on es van descobrir els Bous de Costitx, figures de bronze que actualment es troben al Museu Arqueològic Nacional a Madrid.

### Època Romana i Islàmica
Durant el període romà, es va impulsar el conreu de la vinya i els cereals, activitat que es va intensificar sota el domini islàmic. En aquell temps, Costitx formava part del juz' islàmic de Qanarûsha , juntament amb altres localitats com Sencelles, Santa Eugènia, Santa Maria, Consell, Binissalem i Alaró. De l'època musulmana destaquen les troballes de ceràmica, la construcció de pous com sa Sínia i el pou de Castell d'Amós, i el desenvolupament de l'horticultura i la ramaderia ovina. Els cultius de lli, cànem, figueres de moro, garrovers i figuerals van convertir la zona en una àrea d'alt rendiment agrícola.

### Conquesta Catalana i Edat Mitjana
Amb la conquesta de Mallorca per Jaume I el 1229, el territori de Costitx va ser assignat al vescomte de Bearn, Gastó de Montcada. Posteriorment, l'alqueria de Costitx va ser cedida a Arnau de Santacília, que va construir la capella parroquial de Nostra Senyora de Costitx entre 1236 i 1238. No obstant això, la situació geogràfica del poble va provocar que el nucli parroquial es traslladés aviat a Sencelles, iniciant així una dependència religiosa i política que es va prolongar durant segles.

### Independència Municipal
Durant el segle xv i el segle xvi, les disputes entre Costitx i Sencelles van arribar fins a la Cúria Eclesiàstica, que va fallar a favor de Costitx. Això va permetre que, un any després, s'instal·lés la reserva del Santíssim Sagrament i es comencessin a celebrar els primers baptismes, matrimonis i funerals al poble. En aquell moment, Costitx comptava amb 121 cases al nucli urbà i diverses més disperses pels indrets de Binitat, Jornets i Ruberts.
Amb la Constitució de Cadis de 1812, es va introduir un nou sistema de govern municipal, permetent que Costitx aconseguís la independència respecte de Sencelles. Joan Vallespir "Dalmau" va ser nomenat primer batle constitucional. No obstant això, amb l'abolició de la Constitució el 1814, Costitx va perdre novament la seva autonomia, per recuperar-la temporalment durant el Trienni Liberal (1820-1823). Després de nombroses peticions i disputes, el 4 de febrer de 1858, una Reial Ordre va concedir la independència municipal a Costitx. Tot i això, entre 1858 i 1868, el municipi va intentar mantenir sota la seva jurisdicció els llogarets circumdants, sense èxit.

### Vida Política (segles XIX-XX)
Al llarg del segle xix, la vida política de Costitx es va caracteritzar per l'alternança pacífica entre conservadors i liberals, amb figures destacades com Martí Amengual Alenyar i Sebastià Amengual de Haro a la batlia. A finals de segle, es va formar el comitè d'Unió Republicana, que va obtenir un nombre significatiu de vots en les eleccions de 1901-1903. El 1907 es va crear el Cercle d'Obrers Catòlics.

### Segle XX: Guerra Civil i Dictadura Franquista
El 1913, Costitx va aconseguir la independència eclesiàstica en erigir-se com a parròquia pròpia. Durant la dictadura de Primo de Rivera, el 1924, es va fundar la Unió Patriòtica de Costitx. El caciquisme, present durant la Restauració, va continuar influint en la política local fins a la Segona República. El 1931 es va crear el Comitè Local del Partit Republicà Federal de Mallorca, mentre que els sectors ultradretans es van organitzar al voltant del partit d'Acció Popular Agrària de Mallorca, fundat el 1933. El 9 d'abril de 1936 es va establir la delegació local de Falange Espanyola, i després de l'aixecament militar del 19 de juliol, els sublevats es van apoderar de l'Ajuntament republicà, nomenant batle Llorenç Ramis Gelabert "des Port".
Durant la Guerra Civil Espanyola (1936-1939), Costitx va patir la repressió política, amb l'afusellament del batle republicà Pere Vallespir "Bubo" com a exemple notable. Sota la dictadura franquista, antics regidors republicans, funcionaris públics i mestres van ser sotmesos a inspeccions de conducta i depuracions.

### Transició Democràtica i Actualitat
Des de les primeres eleccions municipals de 1979, Maria Antònia Munar i Riutort va exercir com a batlessa de Costitx, primer amb Unió de Centre Democràtic (UCD) i posteriorment amb Unió Mallorquina (UM). El Partit Popular (PP) ha estat present a l'oposició des del primer moment, mentre que el Partit Socialista de Mallorca (PSM) va tenir representació durant algunes legislatures passades, tot i que finalment va desaparèixer de l'escena política local.

## Llocs d'interès
Dins aquest municipi hi ha l'Observatori Astronòmic de Mallorca on, el 1996, va ésser descobert l'asteroide (20140) Costitx, que està dedicat a la vila.

## Imatges

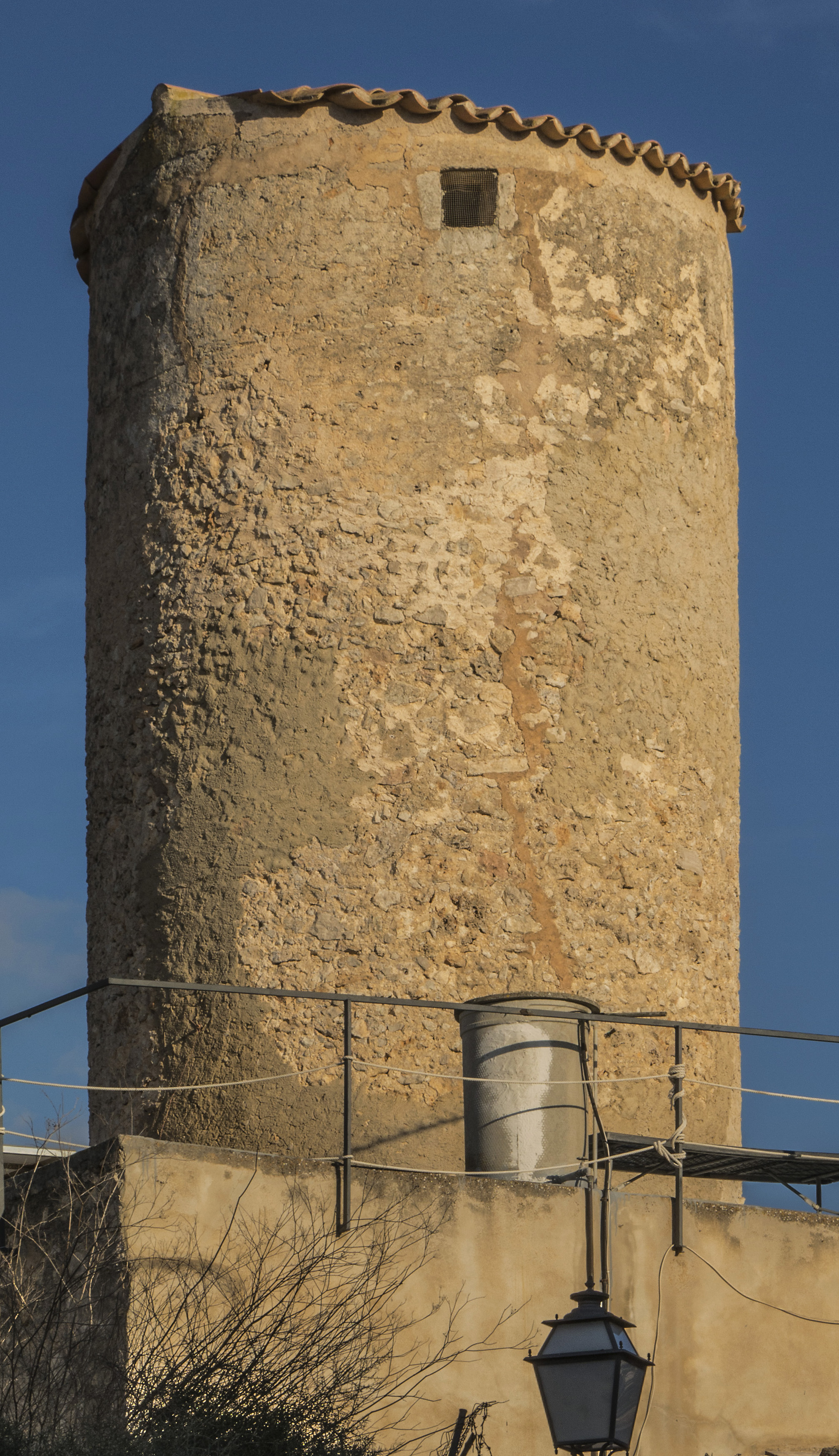
Molí de can Vallés
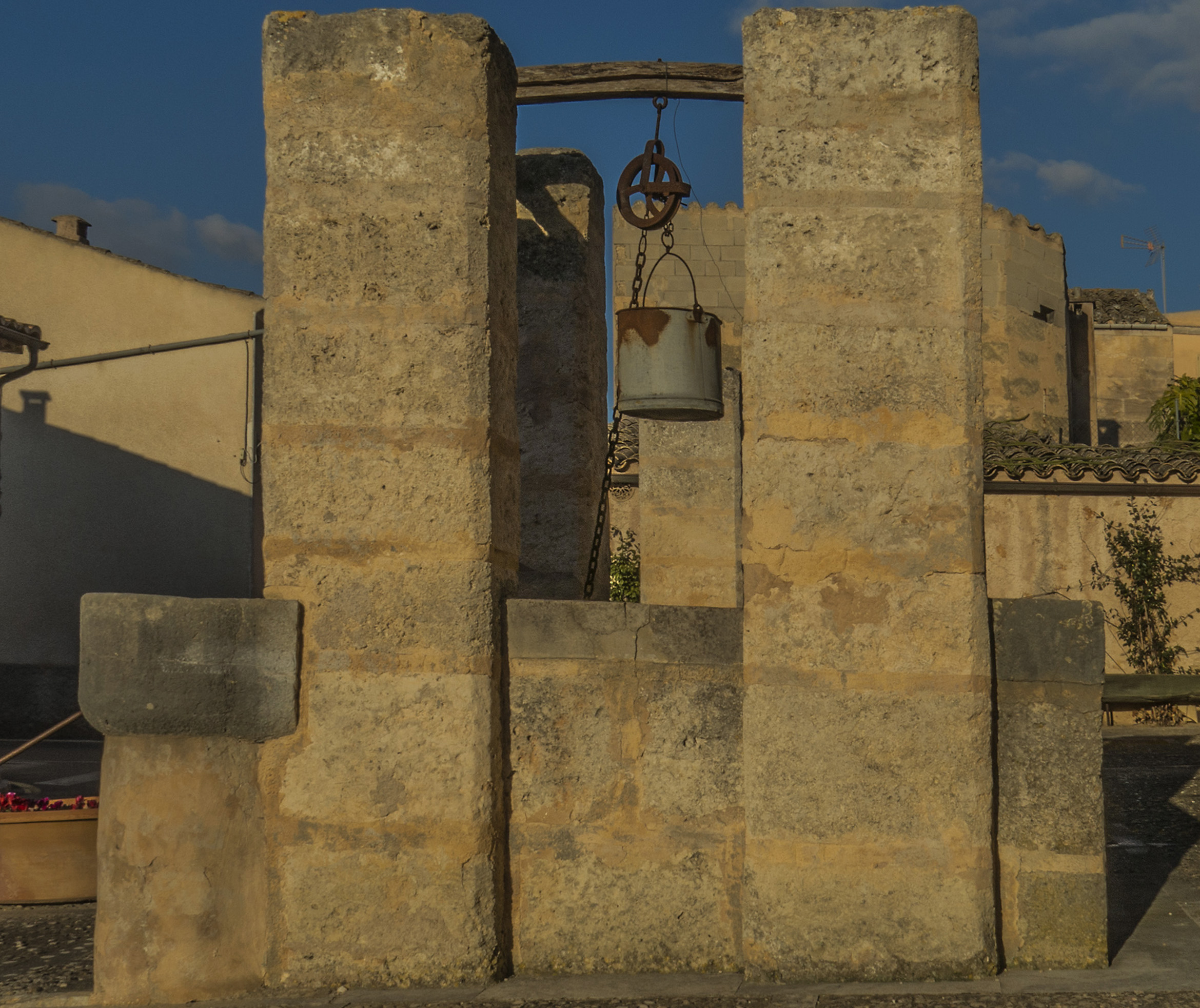
Pou de Costitx
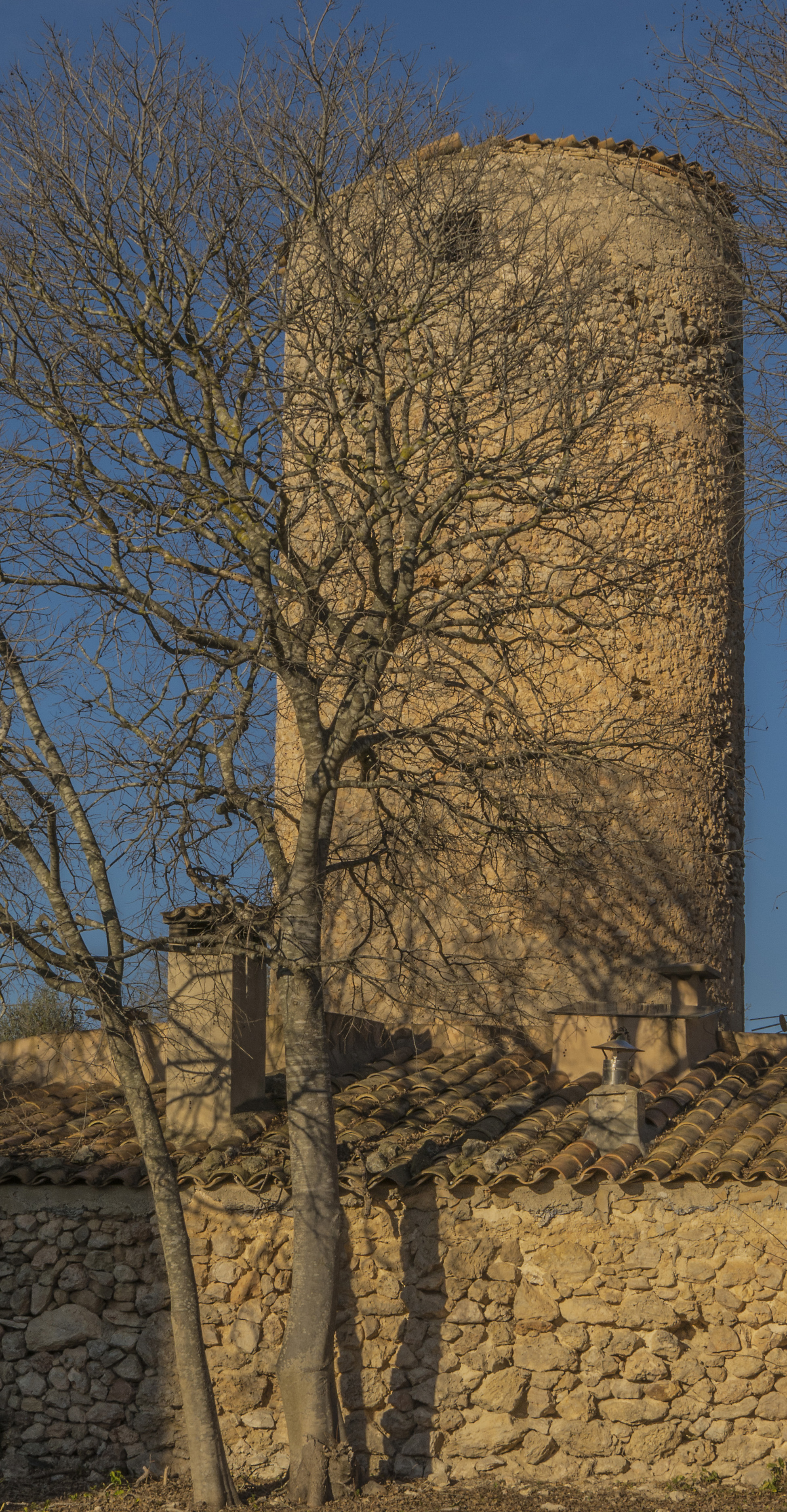
Molí
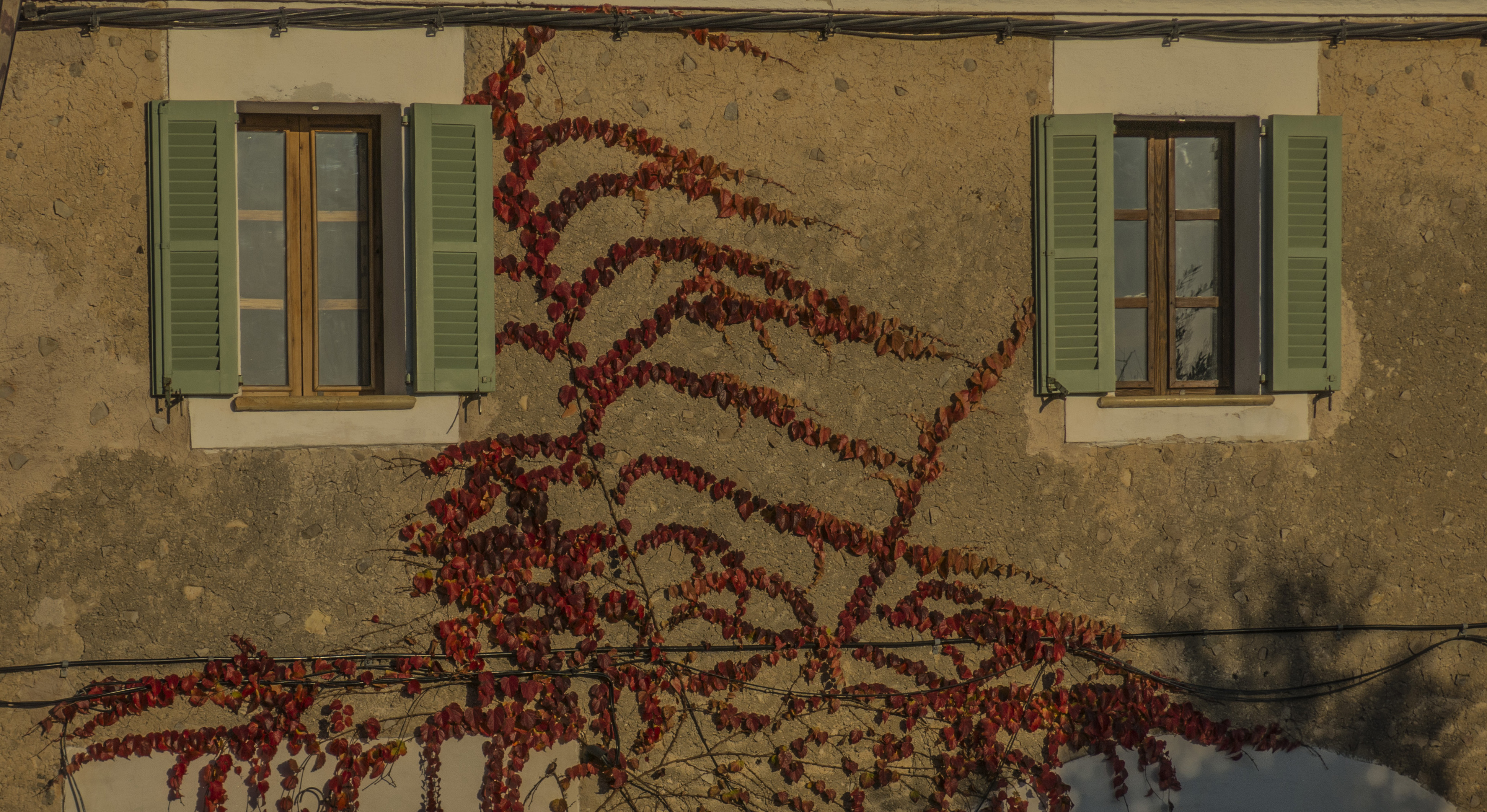
Casa
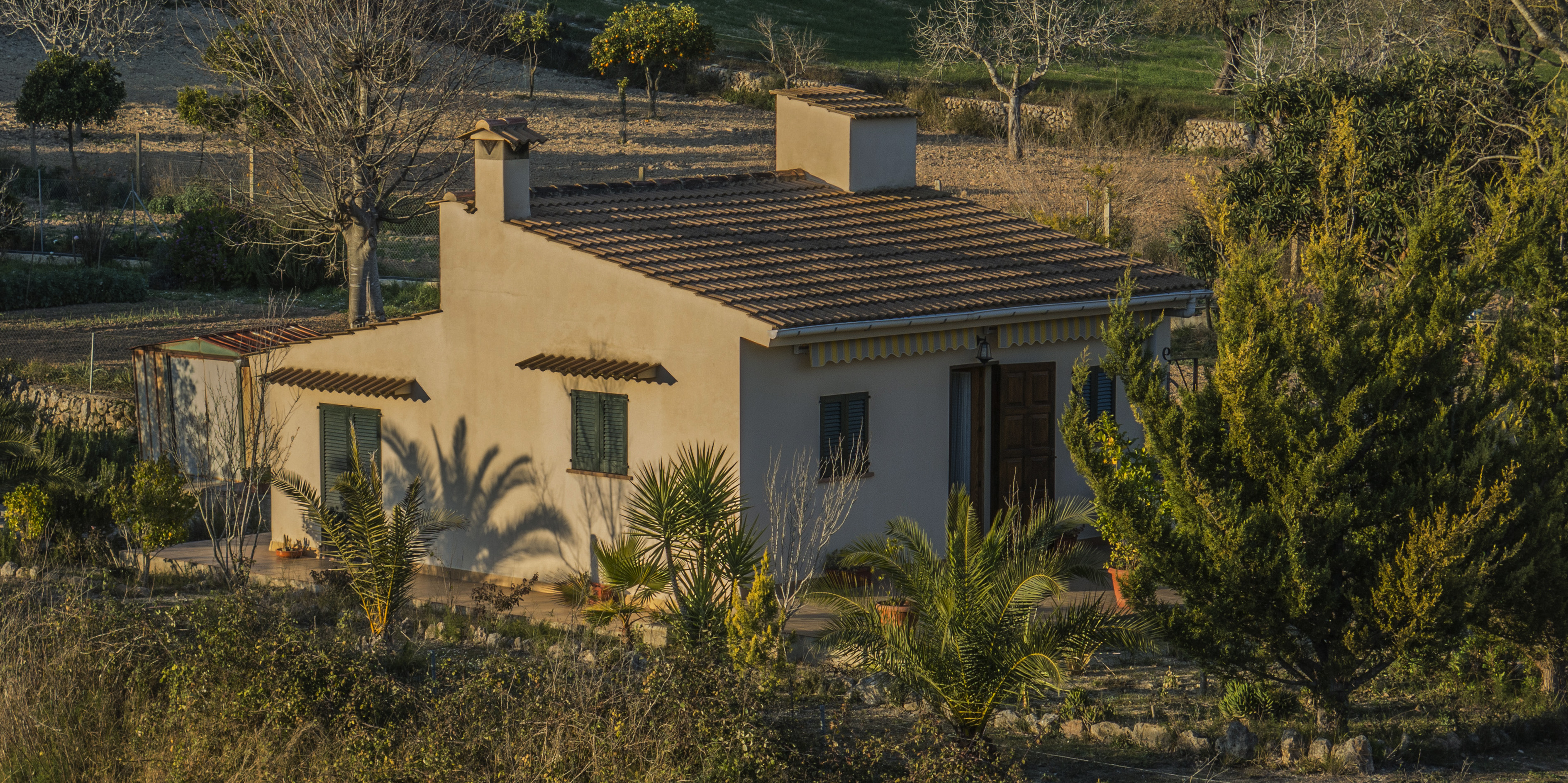
Casa de camp